# Onan
Onan (hebreiska: אוֹנָן, Onan, tiberiansk hebreiska: ʾװnān, "stark") var enligt Gamla Testamentet son till Juda. Onan omtalas i Första Mosebok 38:8-10. Hans namn har fått ge namn åt ordet onani.
När Onans äldre bror Er dog, anmodade Juda Onan att göra sin svågerplikt mot Ers änka, Tamar, och skaffa avkomma åt den döde brodern. Onan insåg dock att barnet inte skulle räknas som hans och var gång han låg med sin brors hustru lät han sin säd spillas på marken (jfr. coitus interruptus). För detta blev han dödad av Gud.
Många kristna grupper, speciellt den Romersk-katolska kyrkan, har senare använt sig av berättelsen om Onan för att motivera förbudet mot onani och avbrutet samlag. Sedan medeltiden har de också använt det för att motivera sitt förbud mot preventivmedel. Denna tolkning - att "spilld säd" avser onani - hölls även av många tidiga judiska rabbiner.
År 2009 fanns det två män i Sverige som hade förnamnet Onan.